# Alexander de Bie
Alexander de Bie (Amsterdam, ca. 1620 – aldaar, december 1690), gelatiniseerd Biaeus, was een wiskundige
en professor aan het Athenaeum Illustre in Amsterdam.

## Leven en werk
Vermoedelijk heeft de Bie een academische opleiding genoten aan de Universiteit van Utrecht, maar zeker is dit niet. Wel is het bekend dat hij aan de Utrechtse Academie in 1642 samen met twee anderen een proefschrift (disputatio)
verdedigde.
Op voorspraak van Christiaan Huygens werd hij benoemd tot extraordinarius in de wiskunde aan het Athenaeum te Amsterdam. Bij besluit van burgemeesters en oud-burgemeesters van 30 januari 1653 werd zijn versouck om in de mathematycque in de Illustre Schole publycke lessen te mogen doen sonder tractement of engagement.... toegestaan en werden de Curatoren derselver Illustre Schole geauthoriseert om over te leggen of alternatis vicibus de selve lessen in Latijn off Duyts sullen gedaen worden.
In de Universiteitsbibliotheek te Amsterdam bevinden zich twee disputaties (proefschriften)
van studenten op sterrenkundig gebied, onder de Bie verdedigd. Op het
titelblad van de disputaties staat de Bie vermeld als in illustri Amsteldodamensium Gymnasio (Atheneo) matheseos extraordinarii, waaruit blijkt dat hij reeds in 1653 de titel van professor extraordinarius had verkregen. Bij besluit van burgemeesters van 30 juli 1654 werd hij bevorderd tot gewoon hoogleraar tegen een vast salaris van ƒ 750, dat in 1659 met ƒ 250 en in 1668 nogmaals met ƒ 200 werd verhoogd. Hij gaf toen, ook in het Nederlands, lessen in de logica, filosofie, sterren- en zeevaartkunde.
Hoewel er van de Bie, behalve de disputatie uit 1642, geen wiskundig werk bekend is, had hij toch als mathematicus een uitstekende naam. Zo noemt de wiskundige Cornelis van Leeuwen hem in 1663 in één adem met Frans van Schooten. Laatstgenoemde zelf vermeldt in
een brief aan Christiaan Huygens met instemming dat de Bie een Cartesiaan is. Huygens zond de Bie een
present-exemplaar van zijn De circuli magnitudine inventa met opdracht.
Vermoedelijk was de Bie de enige onder de talrijke Amsterdamse wiskundigen met academische opleiding; de anderen waren veelal slechts schoolmeesters, die geen Latijn kenden.
- Biografisch Portaal: 20486315
- Digitale Bibliotheek voor de Nederlandse Letteren: bie_008
- Gemeinsame Normdatei: 128440481
- International Standard Name Identifier: 0000 0000 1726 2657
- Nederlandse Thesaurus van Auteursnamen: 070654263
- Virtual International Authority File: 67518662